# 벨라루스 국립미술관
벨라루스 국립미술관(벨라루스어: Нацыянальны мастацкі музей Рэспублікі Беларусь, 러시아어: Национальный художественный музей Республики Беларусь)은 벨라루스 민스크에 있는 국립 미술관이다. 벨라루스에서 가장 큰 박물관으로, 3만 개가 넘는 예술 작품을 소장하고 있으며, 20개의 다양한 컬렉션을 구성하고 있으며, 두 개의 주요 컬렉션으로 구성되어 있다. 하나는 벨라루스 미술이고 다른 하나는 세계 여러 나라의 미술 작품이다.